# Exatel

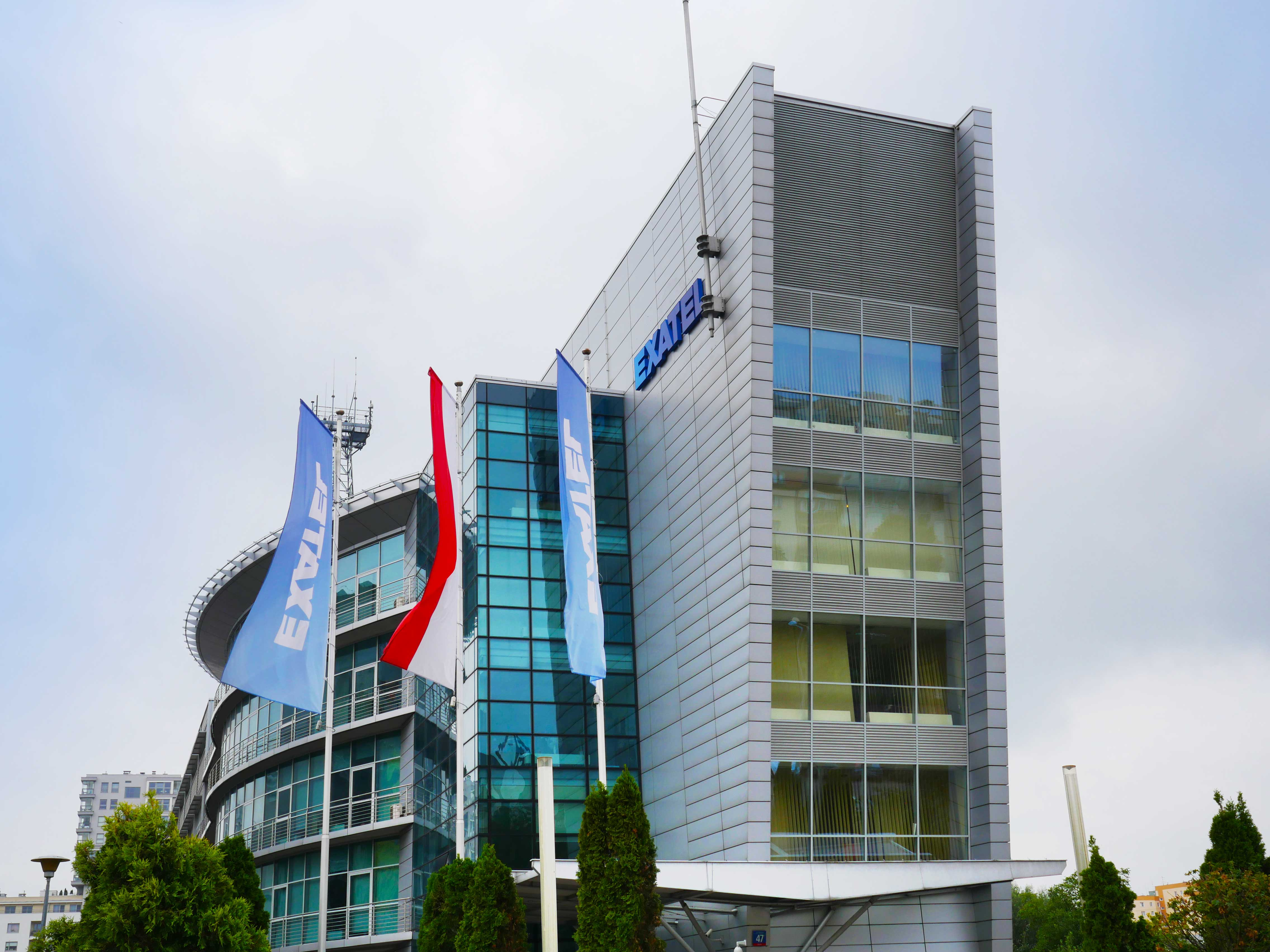
Siedziba spółki przy ul. Perkuna 47 w Warszawie

EXATEL SA – polski operator telekomunikacyjny, dostawca usług ICT, cyberbezpieczeństwa i łączności satelitarnej. Zarządza jedną z największych sieci światłowodowych w Polsce, liczącą ponad 23 tys. km. Oferuje usługi dzierżawy łączy, głosowe, internetowe, a także hosting i kolokację. Dostarcza transmisję danych we wszystkich polskich bankach komercyjnych i spółkach sektora energetycznego. Zaprojektował i zbudował sieć OST do łączności administracji rządowej. W ramach projektów B+R stworzył autorskie rozwiązania, jak polski anty-DDoS TAMA, TAMA PRO7, SDNbox, SDNcore.

## Opis
Spółka powstała w 2004 w wyniku połączenia Tel-Energo i Telbanku (fuzja w 2004), operatorów B2B specjalizujących się w obsłudze rynków: małych i średnich przedsiębiorstw, korporacyjnego (w szczególności finansowego i energetycznego), sektora publicznego, obronnego oraz operatorskiego w kraju, jak i za granicą. 
W październiku 2004 roku spółka zmieniła nazwę na EXATEL.
Podstawowym obszarem działalności spółki jest zapewnienie transmisji danych, w tym szczególnie usług VPN (ang. Virtual Private Network) w oparciu o nowoczesną technologię MPLS (ang. MultiProtocol Label Switching).
EXATEL zarządza siecią transmisyjną o łącznej długości ponad 20,5 tys. km i przepustowości w szkielecie DWDM do 9 Tb/s, a w szkielecie IP/MPLS – 40 Gb/s. Spółka posiada bezpośrednie połączenia z 96 największymi operatorami krajowymi i ok. 145 operatorami zagranicznymi umożliwiającymi transfer danych, tranzyt i terminowanie ruchu głosowego przechodzącego przez Europę Centralną. Spółka posiada ponad 3100 węzłów telekomunikacyjnych w Polsce, położonych m.in. w 680 największych miast w kraju, co odpowiada kluczowym obszarom z punktu widzenia potrzeb biznesu. EXATEL jest 100% akcjonariuszem spółki Energo-Tel SA.
Do 2017 właścicielem 100% akcji spółki był Polska Grupa Energetyczna S.A. W marcu 2017 PGE sprzedała EXATEL Skarbowi Państwa za kwotę 368 mln (wartość księgowa spółki wynosiła wtedy 428 mln zł). EXATEL jest nadzorowany przez Ministerstwo Aktywów Państwowych.

## Zarząd[4]
- Magdalena Gaj – prezes zarządu
- Jacek Terpiłowski − wiceprezes zarządu
- Waldemar Budzyński - wiceprezes zarządu

## Rada nadzorcza[5]
- Kazimierz Mordaszewski – przewodniczący rady nadzorczej
- Michał Madejek –  zastępca przewodniczącego rady nadzorczej
- Alicja Klimas – sekretarz rady nadzorczej,
- Artur Andrysiak – członek rady nadzorczej
- Jan Rey – członek rady nadzorczej
- Anna Świerk-Skirzyńska – członek rady nadzorczej
- Zbigniew Muszyński – członek rady nadzorczej

## Członkostwo w organizacjach
Jako znaczący operator telekomunikacyjny na rynku polskim, EXATEL aktywnie uczestniczy w pracach organizacji środowiskowych, działając na rzecz dynamicznego rozwoju rynku teleinformatycznego. Współpracując z organizacjami pozarządowymi, wspiera ważne dla kraju inicjatywy.
Spółka jest członkiem
- Klastra Technologii Kosmicznych
- Klastra Sinotaic
- Klastra Q - Klastra Technologii Kwantowych
- Open Networking Foundation (ONF) – jednej z największych światowych organizacji non-profit zajmującą się rozwojem infrastruktury sieciowej.

## Nagrody i wyróżnienia
2012
- Perła Polskiej Gospodarki

W rankingu polskich przedsiębiorstw organizowanym przez miesięcznik gospodarczy „Polish Market” oraz Instytut Nauk Ekonomicznych PAN.
- Najlepszy Partner w Biznesie

Za świadczenie usług telekomunikacyjnych na najwyższym, europejskim poziomie dla największych przedsiębiorstw oraz instytucji administracji państwowej, nagroda Home & Market.
- Diament Forbsa

Wyróżnienie w rankingu firm osiągających przychody powyżej 250 mln PLN, nagroda miesięcznika Forbes.
2011
- Najlepszy Produkt dla Biznesu 2011

W kategorii „telekomunikacja”, za przygotowanie zaawansowanej i bezpiecznej usługi transmisji danych dla klientów korporacyjnych VPN MPLS, nagroda Gazety Finansowej.
- Perła Polskiej Gospodarki

W rankingu polskich przedsiębiorstw, organizowanym przez miesięcznik gospodarczy „Polish Market” oraz Instytut Nauk Ekonomicznych PAN.
- Najlepszy Partner w Biznesie

W kategorii „Usługi telekomunikacyjne”, nagroda Home & Market.
- Progress 2011

Za najlepszy projekt innowacyjny w kategorii „telekomunikacja” za wdrożenie w sieci szkieletowej połączeń pomiędzy routerami MPLS W relacjach międzymiastowych w technologii IPoDWDM 40 Gbit/s, nagroda „Polish Market” i Uczelni Vistula.
2010
- Najlepszy Partner w Biznesie

W IX edycji rankingu „Najlepszego Partnera w Biznesie” Redakcja ekonomicznego magazynu „Home & Market”  przyznała firmie EXATEL SA statuetkę „Najlepszego Partnera w Biznesie” w kategorii „Usługi telekomunikacyjne”.
- Złota Antena Świata Telekomunikacji

W kategorii Produkt Roku 2010 – rozwiązanie dla biznesu, za rozległą sieć transmisji danych VPN MPLS, 2010.
- Mazowiecka Firma Roku 2010

EXATEL otrzymał statuetkę „Srebrnego Mazowieckiego Orła Biznesu” w kategorii "Telekomunikacja i Informatyka" w konkursie na Mazowiecką Firmę Roku 2010.
- Laur INFOTELA

W kategorii „Wdrożenie” za zrealizowanie największej w Polsce sieci transmisji danych dla Agencji Restrukturyzacji i Modernizacji Rolnictwa w oparciu o nowoczesną technologię VNP MPLS, 2010.
2009
- Perły Polskiej Gospodarki

W VII edycji rankingu polskich przedsiębiorstw, organizowanym przez: anglojęzyczny miesięcznik gospodarczy „Polish Market”oraz Instytut Nauk Ekonomicznych Polskiej Akademii Nauk PAN. Tytuł został przyznany za konsekwentną realizację polityki i strategii przedsiębiorstwa oraz pozycję lidera wśród najbardziej dynamicznych i najbardziej efektywnych przedsiębiorstw w Polsce.
2008
- Nagroda Krajowej Izby Gospodarczej Elektroniki i Telekomunikacji

Za szczególne współdziałanie w tworzeniu warunków rozwoju sektora elektronicznego i telekomunikacyjnego w Polsce oraz wspieranie inicjatyw gospodarczych w tym zakresie.